# 上村協子
上村 協子（うえむら きょうこ、1955年 - ）は、日本の家政学者。東京家政学院大学教授。生活経済学会会長、国際ジェンダー学会理事を歴任。

## 経歴
- 1978年 お茶の水女子大学家政学部家庭経営学科卒業
- 1980年 お茶の水女子大学大学院家政学研究科修士課程修了
- 1985年 東京家政学院大学家政学部講師
- 1993年 東京家政学院大学家政学部助教授
- 2006年 東京家政学院大学家政学部教授 （2015年3月まで）、 2010年より東京家政学院大学現代生活学部教授
- 2008年 東京家政学院大学家政学部学部長 （2015年3月まで）
- 2013年 東京家政学院大学副学長 （2015年3月まで）
- 2017年 国際ジェンダー学会会長　(2019年9月まで)
- 2018年 日本家政学会生活経営学部会部会長　(2020年8月まで)
- 2019年 生活経済学会会長
- 2024年  東京家政学院大学現代生活学部名誉教授 [1]

## 学位
- 修士（家政学）（お茶の水女子大学・1980年）

## 専門分野
- 生活経営学、家庭経済学

## 主な研究課題
- 現代生活学
- 女性問題
- 家政学

## 著作
- 財産・共同性・ジェンダー（東京女性財団、1998）
- 介護福祉士養成講座 家政学概論 中央法規（担当：家庭生活と家庭経営）
- 現代社会の生活経営（光生館、2001）
- 相続にみる女性と財産一家計資産の共同性とジェンダー（科学研究費報告書、2004）
- 若手研究者が読む『家政学原論』2006 （共著）(家政教育社）

## 主な論文
- 家政学部成立の歴史. 生活社会科学研究 (2006)
- 自営業世帯の家計資産 (特集 現代家計と金融). 信金中金月報 (2006)
- 相続・贈与による個人業績の精算--家族内資産移転と女性の財産. 国民生活研究 (2005)
- 相続:家計財産と家族. 明治生命フィナンシュアランス研究所調査報 (1999)
- 継承の論理から移転の論理へ--家計財産生産のルール (叢説). 法社会学 (1999)
- 家計管理、財産形成などを中心とした新たな農家経営の課題. 生活研究 (1996)
- 高齢期の土地資産活用と家族. 季刊家計経済研究 (1995)

## 社会貢献
- 金融広報中央委員会学識経験者委員 (2009-)
- 文部科学省消費者教育推進委員会委員 (2011-)
- 東京都消費生活対策審議会委員 (2012-)
- 消費者庁食品ロス削減に関する意見交換会座長 (2014)

## 所属学会
- 日本家政学会
- 生活経済学会（会長）
- 国際ジェンダー学会

## 参考資料
- 東京家政学院大学ホームページ